# Леонтинув
Леонтинув (пол. Leontynów) — село в Польщі, у гміні Млодзешин Сохачевського повіту Мазовецького воєводства.
Населення — 70 осіб (2011).
У 1975-1998 роках село належало до Скерневицького воєводства.

## Демографія
Демографічна структура станом на 31 березня 2011 року:
|          | Загалом | Допрацездатний вік | Працездатний вік | Постпрацездатний вік |
| -------- | ------- | ------------------ | ---------------- | -------------------- |
| Чоловіки | 39      | 8                  | 26               | 5                    |
| Жінки    | 31      | 7                  | 19               | 5                    |
| Разом    | 70      | 15                 | 45               | 10                   |